# 沃伦·克里斯托弗
沃伦·迈诺·克里斯托弗（英語：Warren Minor Christopher；1925年10月27日—2011年3月18日）生於北达科他州斯克兰顿，美国律師、外交官，在比尔·克林顿總統的第一任期内出任第63任美国国务卿。

## 生平
克里斯托弗出生於美國北部的北達科他州，青年時代曾在海軍中服役，出戰過二次大戰。回國後先就讀於南加州大學，後入讀斯坦福法学院，並取得法律學位，成為執業律師。畢業後首份職業為美國最高法院一名文員。其間曾在美國司法部工作，並是一家律師行職員。在1960年代克里斯托弗曾出任对日贸易谈判代表，主持对日本的纺织品谈判。
1977年他獲當時美國總統吉米·卡特邀請，出任美國常務副國務卿。任內曾處理過伊朗人質事件、與中華人民共和國建交和说服参议院批准巴拿馬運河條約。在1981年離任時，時為總統之卡特更為他頒發總統自由勳章。1978年當美國宣布與中華人民共和國建交後，於12月27日搭機前往台灣向中華民國政府說明，他與末任美國駐台大使安克志的座車在台北市街上遭到群眾以雞蛋攻擊。
1993年克林頓上台，克里斯托弗獲委任為美國國務卿，任期為四年。其最大功績是在1990年代穿梭於以色列，成功解決中东和平方案。任內發生臺灣總統李登輝於1995年訪問美國康乃爾大學。克里斯多福雖對中國外長錢其琛表達美方不支持李登輝訪美的立場。但他在1998年出版回憶錄《在歷史的洪流》表示：「我也警告他國會一面倒支持李登輝訪問不能忽視。這項警告旨在提醒錢其琛，美國必須給李登輝簽證。但他只聽進我談話的前半段，後來我聽說李登輝獲准前往綺色佳時，錢其琛個人很難堪。」:304
2011年3月18日因癌病於洛杉磯去世，享壽85歲。

## 政策
其政策主张促进美国经济安全，获得更广阔的国际市场，並保持强大國防务力量。他尤其重视與中国之关系，强调堅持中美三项公报所阐明的原则。

## 脚注
1. ↑  當時擔任國立政治大學訓導長的閻沁恆教授日後受訪時坦承：各校都被分配動員抗議名額，政大也被分配了20餘部遊覽車，也就是一千多位同學到機場出口排隊抗議，兩個月後教育部還為此犒賞相關人員去日、韓兩國旅遊十幾天。[1]:216